# Melbourne City Football Club
Ne pas confondre avec Melbourne Victory Football Club, un autre club de football basé à Melbourne et rival de celui-ci.
Maillots
Actualités
Dernière mise à jour : 18 mai 2023.
Melbourne City Football Club est un club australien de football basé à Melbourne. Connu sous le nom de Melbourne Heart jusqu'en juin 2014, il évolue en A-League depuis la saison 2010-2011 après avoir été fondé en 2009,. En janvier 2014, le club est racheté par Manchester City en partenariat avec l'équipe de rugby à XIII Melbourne Storm. En 2015, le City Football Group rachète le reste des parts du club et devient seul propriétaire.
Les bâtiments administratifs du club sont basés à l'Université de La Trobe et l'équipe joue ses matchs à l'AAMI Park, un stade de 30 050 places se trouvant au centre-ville de Melbourne. Le club possède également une équipe féminine qui évolue en W-League.

## Histoire

### Origines
Après la dissolution de la National Soccer League en 2003 amené par le Crawford Report, deux plans ont été imaginés par la Professional Footballers Australia et Libero Consulting appelant à une nouvelle ligue appelée Australian Premier League dans laquelle devait figurer deux clubs basés à Melbourne en tant que membres fondateurs, l'un dans le nord-ouest de la ville et l'autre dans le sud-est afin de représenter l'entier de la population de la ville,.
En 2004, la Fédération d'Australie de football, optant pour un règlement « une ville, un club », annonce que Melbourne Victory gagne la licence afin de devenir le seul club de Melbourne en A-League. Un moratoire d'une durée de cinq ans est mis en place afin de conserver un nombre de huit équipe en A-League, empêchant donc tout autres clubs à pouvoir entrer la compétition avant la saison 2010-2011,,.
En 2007, le ministre des projets majeurs de Victoria Theo Theophanous émet l'idée de créer un deuxième club de football à Melbourne afin de trouver une équipe pour jouer à l'AAMI Park, alors que les négociations sont en cours avec Melbourne Victory car l'affluence moyenne du club est plus petite que prévu,.
Les spéculations à propos d'un second club de football à Melbourne continuent à grandir jusqu'en février 2007. South Melbourne Football Club révèlent alors qu'ils sont en contact avec des investisseurs privés avec comme but de créer une deuxième équipe de A-League basée à Melbourne. Le nom de la demande de licence est alors Southern Cross FC.
Le 1er mars 2008 l'homme d'affaires et ancien vice-président du Carlton Football Club Colin DeLutis approche la FFA afin de devenir propriétaire d'une licence de A-League portant le nom de « Melbourne City ». En mai 2008, le chef exécutif de la FFA Ben Buckley laisse entendre que l'A-League va peut-être s'étendre à douze équipes pour la saison 2009-2010. Il révèle aussi l'existence qu'une troisième demande de licence connue sous le nom de Melbourne Heart, proposée par Peter Sidwell, en compétition avec les dossiers de Southern Cross et Melbourne City. Le 25 juillet 2008, le dossier de Melbourne City est abandonné, laissant donc Melbourne Heart et Southern Cross comme seuls dossiers restants. En septembre 2008, Melbourne Heart se voit accorder la possibilité d'entamer les négociations pour la 11e licence de la ligue, battant ainsi Southern Cross dans la course à la licence. Les négociations durent jusqu'en juin 2009, et le groupe de Sidwell gagne enfin sa licence pour rentrer dans l'A-League dès la saison 2010-2011,.

### Débuts en tant que Melbourne Heart (2009-2014)

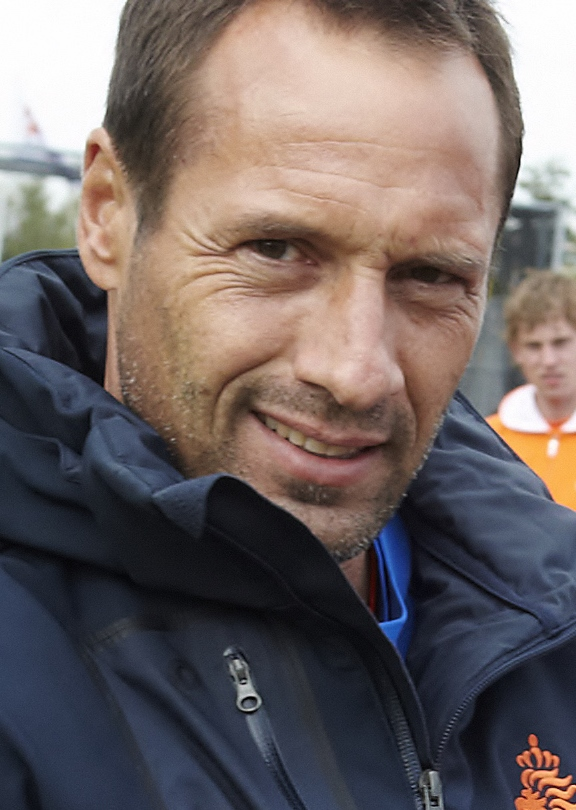
John van't Schip est le premier entraîneur du club.

Le Melbourne Heart Football Club fait ses débuts en championnat lors de la saison 2010-2011. Le Heart perd son premier match de championnat 1 à 0 face aux Central Coast Mariners le 5 août 2010. Le premier but du club est un but contre son camp marqué par Ben Kantarovski face aux Newcastle Jets lors d'un match nul 1-1. La première victoire de Melbourne Heart tombe le 4 septembre 2010 contre North Queensland Fury lors de la cinquième journée de A-League. Il gagne le premier derby de Melbourne 2 à 1 le 8 octobre 2010. En milieu de saison, le club enchaine sept matchs sans victoire (six défaites, un nul) avec plus de cinq heures de jeu sans marquer le moindre but. Hearts finit sa première saison à égalité avec Newcastle Jets mais avec une différence de but moins élevée, ce qui les positionne à la huitième place. Ils manquent ainsi la sixième place significative de qualification pour les barrages, malgré avoir été sixième pour la majorité de la saison.
Pour la saison 2011-2012, Melbourne Heart signe le premier joueur désigné de son histoire, Fred, ancien joueur des rivaux de Melbourne Victory. Le club finit la première partie de saison à la troisième place du championnat, mais ne remporte que deux de ses matchs du deuxième tour et descend à la sixième place au classement final. Le club parvient ainsi à se qualifier pour les play-off, et se fait sortir en demi-finale par Perth Glory sur le score de 3-0. En fin de saison, l'entraîneur du club John van't Schip quitte le club pour des raisons familiales. John Aloisi, alors entraîneur de l'équipe des jeunes de Melbourne Heart, le remplace au poste d'entraîneur de l'équipe première.
Lors de l'édition 2012-2013 du championnat, le club peine à être constant et termine la saison neuvième sur dix. En 2013-2014, le club reste dans sa pauvre forme et subit une période de 15 matchs sans victoire. Il réalise alors le pire classement de son histoire en finissant dernier du championnat d'Australie. En cours de saison, John van't Schip revient au poste d'entraîneur à la suite du licenciement d'Aloisi pour mauvais résultats.

### Rachat et transformation en Melbourne City (depuis 2014)

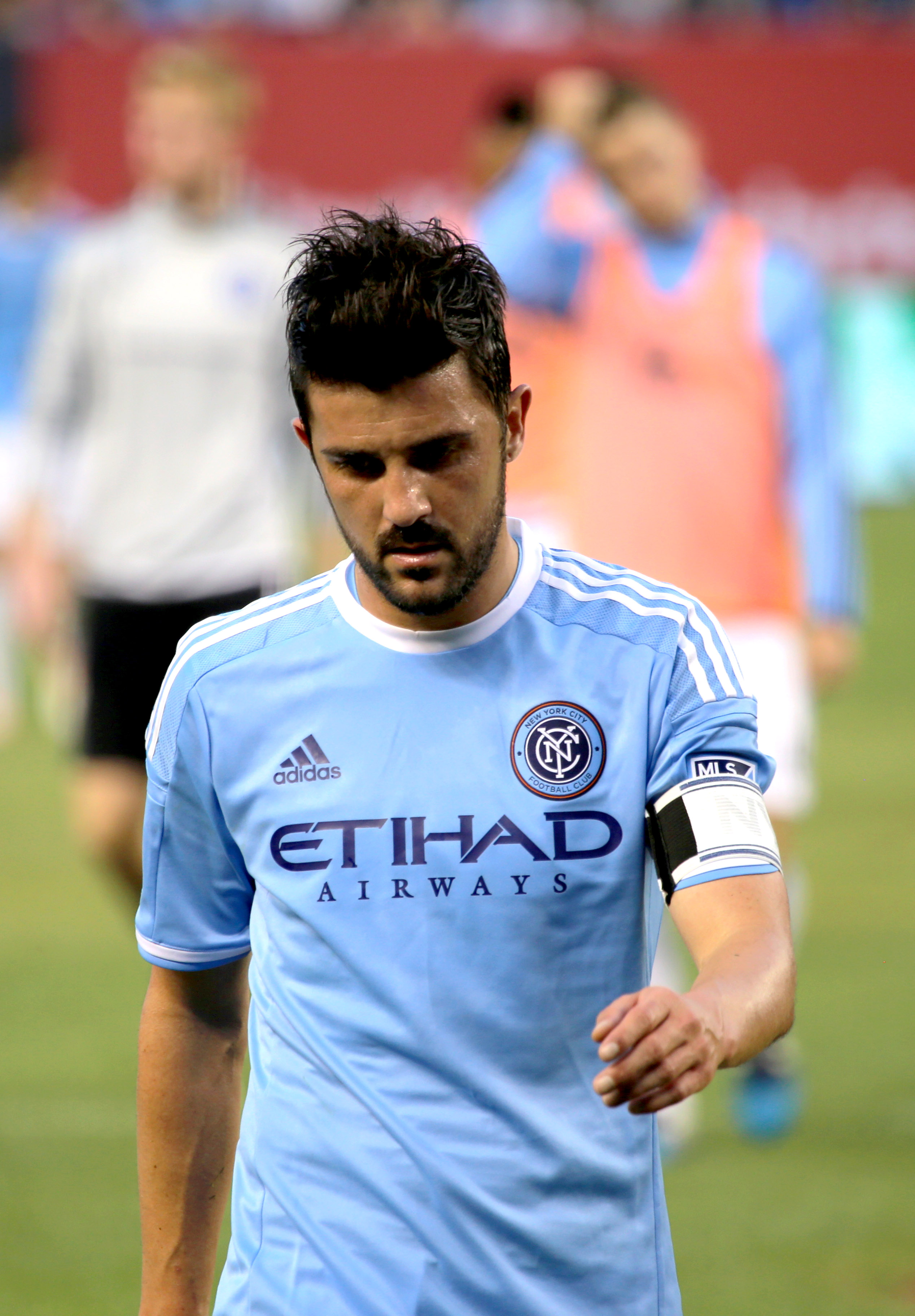
David Villa, ici sous le maillot de New York City, joue pour Melbourne City en 2014.

Le 23 janvier 2014, le City Football Group, propriétaire de Manchester City, rachète 80 % du club. Les 20 % restants sont rachetés par le club de rugby à XIII Melbourne Storm, élevant le montant total du rachat à douze millions de dollars australiens. Pour la saison 2014-2015, le club change de nom et devient le Melbourne City Football Club.
Durant l'été 2014, City se fait prêter David Villa, vainqueur de la Coupe du monde avec l'Espagne en 2010. L'Espagnol vient en provenance de New York City, autre club du City Football Group qui attend son début en compétition officielle en janvier 2015. Villa ne joue finalement que quatre matches, dont aucune victoire, avant d'être rappelé par le NYCFC. Malgré cela, John van't Schip annonce que le passage du champion du monde était bénéfique au club, l'affluence à l'AAMI Park ayant triplée lors de son passage. Le club termine la saison 2014-2015 avec une défaite en demi-finale des barrages face au rival Melbourne Victory. Lors de la trêve estivale 2015, le City Football Group rachète les 20 % restant aux autres investisseurs pour 2,25 millions de dollars australiens et devient ainsi seul propriétaire du club.
L'arrivée de l'attaquant Bruno Fornaroli en 2015 permet au club de devenir la meilleure attaque du championnat et de terminer à une quatrième place historique. En novembre 2016, le club se qualifie à sa première finale de FFA Cup, et y gagne son premier trophée en battant le Sydney FC 1 à 0 d'un but de Tim Cahill. À la suite d'une fin de saison 2016-2017 décevante, le club engage un nouvel entraîneur en la personne de Warren Joyce, ancien coach de la réserve de Manchester United et de Wigan Athletic. Sous ses ordres, Melbourne City termine la saison 2017-2018 à la troisième place, mais ne parvient pas à franchir le palier des demi-finales des barrages.

## Palmarès et records

### Palmarès
| Compétitions nationales                                                                                                |
| - A-League - Vainqueur : 2021, 2025 - Vice-champion : 2020, 2022, 2023 - FFA Cup - Vainqueur : 2016 - Finaliste : 2019 |

### Records
- Plus jeune joueur en match : Dylan Pierias (16 ans et 357 jours)
- Plus jeune buteur : Eli Babalj (18 ans et 180 jours)
- Plus vieux joueur en match : Thomas Sørensen (40 ans et 285 jours)
- Plus vieux buteur : Gerald Sibon (36 ans et 285 jours)
- Goal le plus rapide depuis l'engagement : 0 minutes et 33 secondes par Andrew Durante (csc)
- Goal le plus rapide depuis le coup d'envoi : 0 minute et 32 secondes par Richard Garcia
- Goal le moins rapide depuis le coup d'envoi : 93 minutes et 43 secondes par Gerald Sibon

## Identité du club

### Melbourne Heart: rouge et blanc

Le logo de Melbourne Heart de 2009 à 2014

En octobre 2009, une compétition est mise en ligne par le Herald Sun donnant la possibilité aux lecteurs de proposer un nom pour le nouveau club de la ville de Melbourne. Les noms préférés ont été soumis à un vote sur le site internet du journal le 13 novembre 2009. Les quatre options étaient "Sporting Melbourne FC", "Melburnians", "Melbourne Revolution" et "Melbourne Heart FC". Le nom du nouveau club devait être annoncé avant la fin de 2009, mais cela fut retardé à cause d'une opposition de l'AFL à l'utilisation des mots Melbourne, Football et Club dans le nom. Une association caritative du nom de Lord Mayor's Charitable Foundation exprima son mécontentement au fait que le nom Melbourne Heart était trop similaire à sa manifestation annuelle Heart of Melbourne Appeal, déposant une plainte à IP Australia en janvier 2010. Le badge du club a été déposé auprès de IP Australia le même mois par la FFA, et le 2 février 2010, le nom du club est officialisé en tant que Melbourne Heart Football Club,.
Initialement, le club avait prévu deux schémas de couleurs à choix, blanc et noir ou rouge et blanc, choisissant finalement la deuxième option. Le premier maillot domicile du club était blanc raillé rouge avec un short et des chaussettes rouges alors que le maillot extérieur était blanc avec un trait rouge en bannière, avec un short et des chaussettes blanches.
| \| \| \| \| \| \| \| \| \| \| \| \| |                 |                 |
| Premier maillot domicile (2010–11)  |                 |                 |
| Maillot du club                     | Maillot du club | Maillot du club |
| Maillot du club                     |                 |                 |
| Maillot du club                     |                 |                 |

| Maillot du club | Maillot du club | Maillot du club |
| Maillot du club |                 |                 |
| Maillot du club |                 |                 |

| \| \| \| \| \| \| \| \| \| \| \| \| |                 |                 |
| Premier maillot extérieur (2010–11) |                 |                 |
| Maillot du club                     | Maillot du club | Maillot du club |
| Maillot du club                     |                 |                 |
| Maillot du club                     |                 |                 |

| Maillot du club | Maillot du club | Maillot du club |
| Maillot du club |                 |                 |
| Maillot du club |                 |                 |

Pour la saison 2011-2012, Melbourne Heart a introduit le concept d'un troisième maillot qui serait porté pour un match par saison. Le design du maillot pour chaque saison est déterminé via une compétition mise en place pour les fans du club. Tous les fans peuvent rentrer leur design personnalisé avant que le choix final se soit fait par un panel mis en place par le club. Le vainqueur de la première édition était le cofondateur de Red and White Unite Steven Forbes, son idée étant un maillot gris avec un trait rouge et blanc le traversant.
| \| \| \| \| \| \| \| \| \| \| \| \| |                 |                 |
| Troisième maillot (2011–2012)       |                 |                 |
| Maillot du club                     | Maillot du club | Maillot du club |
| Maillot du club                     |                 |                 |
| Maillot du club                     |                 |                 |

| Maillot du club | Maillot du club | Maillot du club |
| Maillot du club |                 |                 |
| Maillot du club |                 |                 |

| \| \| \| \| \| \| \| \| \| \| \| \| |                 |                 |
| Troisième maillot (2012–2013)       |                 |                 |
| Maillot du club                     | Maillot du club | Maillot du club |
| Maillot du club                     |                 |                 |
| Maillot du club                     |                 |                 |

| Maillot du club | Maillot du club | Maillot du club |
| Maillot du club |                 |                 |
| Maillot du club |                 |                 |

| \| \| \| \| \| \| \| \| \| \| \| \| |                 |                 |
| Troisième maillot (2013–2014)       |                 |                 |
| Maillot du club                     | Maillot du club | Maillot du club |
| Maillot du club                     |                 |                 |
| Maillot du club                     |                 |                 |

| Maillot du club | Maillot du club | Maillot du club |
| Maillot du club |                 |                 |
| Maillot du club |                 |                 |

### Melbourne City: changement de nom et de couleurs
Après l'annonce de la reprise du club par Manchester City en janvier 2014, les médias ont commencé à spéculer sur le fait que le nom et les couleurs du club allaient être changé afin de s'accorder à son club-mère.
Le nom « Melbourne City Football Club » a été inscrit comme marque déposée le 16 janvier. Les propriétaires minoritaires de Melbourne Heart ont enregistré le nom d'entreprise "Melbourne City FC" auprès de l'Australian Securities and Investments Commission et ont aussi acheté le nom de domaine "MelbourneCityFC.com.au",.
Le club est resté silencieux durant quelques mois, laissant les supporters dans le flou quant à la future identité du club. En avril 2014, des médias ont déclaré que Melbourne Heart avait fait une demande auprès de la Fédération d'Australie de football afin de renommer la franchise de A-League en tant qu'appartenant à Manchester City, incluant un changement de couleur pour passer du rouge et blanc au bleu ciel. Sydney FC a envoyé une plainte officielle à la Fédération Australienne afin de bloquer l'initiative, le président du club basé à Sydney ayant déclaré : « Nous sommes consternés par l'idée que Melbourne Heart joue en bleu ciel, et nous l'avons fait savoir à la FFA. Dans une compétition comprenant 10 équipes, il est impensable que deux équipes revêtent la même couleur, surtout que le bleu ciel est très facilement associable avec la Nouvelle-Galles du Sud ».
En mai 2014, la Fédération australienne a confirmé l'objection du Sydney FC. Melbourne Heart publiera plus tard un communiqué confirmant qu'ils étaient en discussion avec la Fédération concernant certains points en rapport avec leur futur plan, précisant que rien n'était réglé.
Le 5 juin 2014, le club annonce officiellement le changement de nom en Melbourne City Football Club en même temps que le changement d'emblème, les maillots du club étant manufacturés par Nike. Le nouveau maillot domicile est blanc avec une seule ligne de bleu clair. Le maillot confectionné pour les matchs extérieurs est une reprise de l'ancien maillot domicile, conformément à ce que le club a annoncé : « Le maillot extérieur "célèbre l'histoire du club", le vœu des fans de garder les couleurs rouge et blanc au cœur l'identité du club ayant été écouté »,.

## Joueurs et personnalités du club

### Entraîneurs
Le tableau suivant présente la liste des entraîneurs du club depuis sa création.
| Nom                | De               | À                | Joués | Gagnés | Nuls | Perdus | % de gagné | Honneurs et trophées   |
| ------------------ | ---------------- | ---------------- | ----- | ------ | ---- | ------ | ---------- | ---------------------- |
| John van 't Schip  | 12 octobre 2009  | 5 avril 2012     | 58    | 17     | 21   | 20     | 29.31      | Premier entraîneur     |
| John Aloisi        | 8 mai 2012       | 28 décembre 2013 | 39    | 8      | 7    | 24     | 20.51      |                        |
| John van 't Schip  | 30 décembre 2013 | 3 janvier 2017   | 96    | 43     | 22   | 31     | 44.79      | Coupe d'Australie 2016 |
| Michael Valkanis   | 3 janvier 2017   | 18 juin 2017     | 15    | 6      | 1    | 8      | 40.00      |                        |
| Warren Joyce (en)  | 19 juin 2017     | 12 avril 2019    | 59    | 28     | 10   | 21     | 47.46      |                        |
| Darren Davies (en) | 12 avril 2019    | 8 mai 2019       | 1     | 0      | 1    | 0      | 0.00       |                        |
| Warren Joyce (en)  | 19 juin 2017     | 8 mai 2019       | 3     | 1      | 0    | 2      | 33.33      |                        |
| Erick Mombaerts    | 26 juin 2019     | 3 septembre 2020 | 33    | 19     | 5    | 9      | 57.58      |                        |
| Patrick Kisnorbo   | 4 septembre 2020 | 23 novembre 2022 | 0     | 0      | 0    | 0      | 0.00       |                        |

### Joueurs emblématiques
- Eli Babalj
- Aziz Behich
- Clint Bolton
- Dean Bouzanis
- Luke Brattan
- Anthony Caceres
- Simon Colosimo
- Harrison Delbridge
- Bruno Fornaroli
- Eugene Galeković
- Curtis Good
- Scott Jamieson
- Patrick Kisnorbo
- Jamie Maclaren
- Aaron Mooy
- Erik Paartalu
- Iain Ramsay
- Andrew Redmayne
- Paulo Retre
- Alex Terra
- Matt Thompson
- David Villa
- David Williams
- Rutger Worm

## Stade

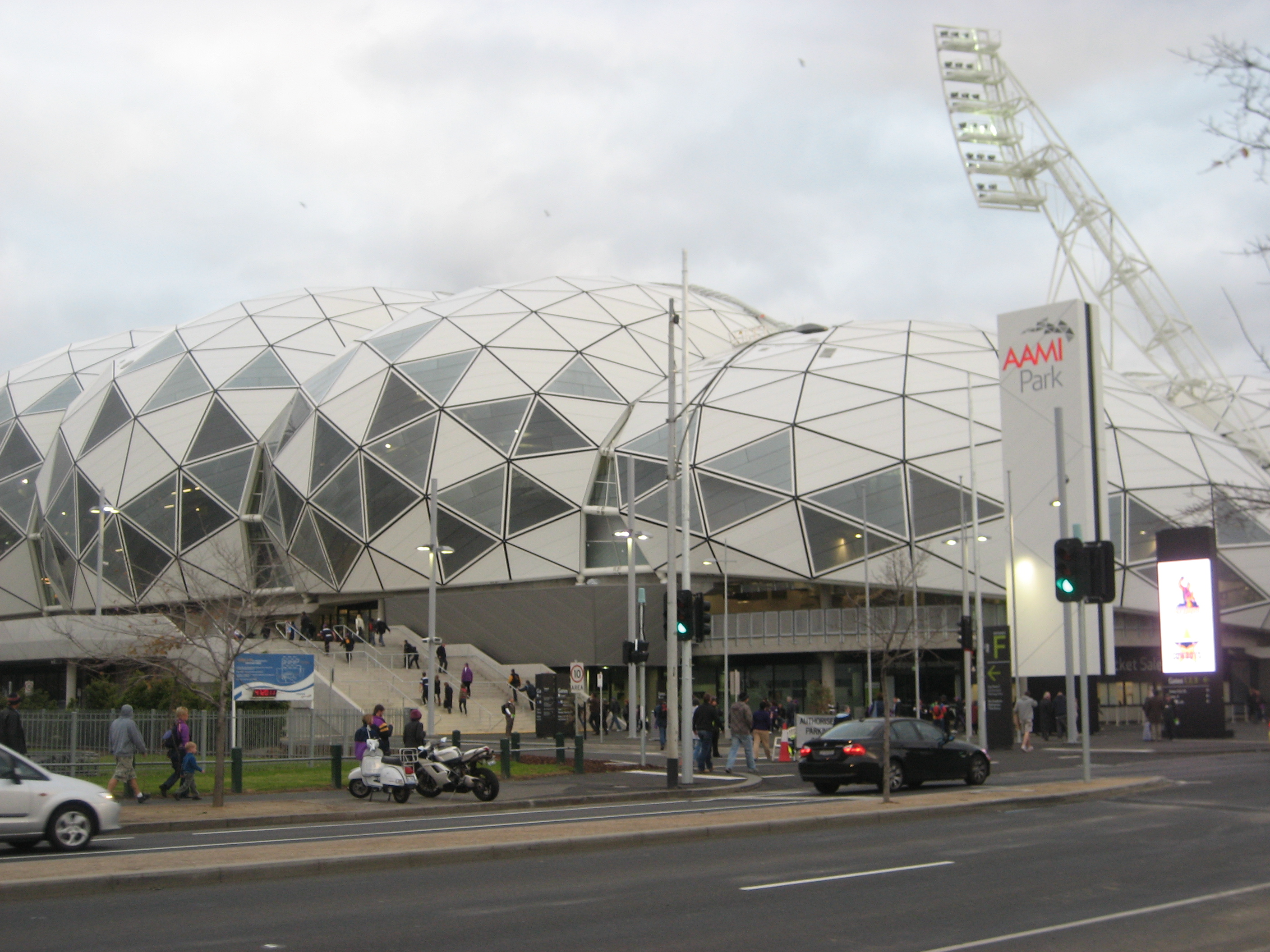
AAMI Park

Melbourne City joue actuellement a l'AAMI Park, le stade est partagé avec ses rivaux Melbourne Victory FC, le club de rugby à XV Melbourne Rebels et le club de rugby à XIII Melbourne Storm. Melbourne City ont une affluence moyenne de 9 553 spectateurs, tandis que la plus grande affluence du club est de 26 579 places contre Melbourne Victory au cours du premier tour du Championnat d'Australie de football 2011-2012.